# Prêmio Ryōji Noyori
O Prêmio Ryōji Noyori (em inglês:  Ryoji Noyori Prize) foi estabelecido em 2002 pela Society of Synthetic Organic Chemistry, Japão, em comemoração ao Nobel de Química recebido por Ryōji Noyori e ao aniversário de 60 anos da sociedade. O prêmio é concedido "para reconhecer e encorajar contribuições de destaque à pesquisa em química sintética assimétrica definida em sentido amplo." O prêmio é financiado pela Takasago International Corporation.

## Laureados[2]
- 2002 - Henri Kagan
- 2003 - Gilbert Stork
- 2004 - Dieter Seebach
- 2005 - Tsutomu Katsuki
- 2006 - David A. Evans
- 2007 - Tamio Hayashi
- 2008 - Andreas Pfaltz
- 2009 - Yoshio Okamoto
- 2010 - Eric Jacobsen
- 2011 - Hisashi Yamamoto
- 2012 - Masakatsu Shibasaki
- 2013 - Barry Trost
- 2014 - Dieter Enders
- 2015 - Larry E. Overman
- 2016 - Keiji Maruoka